# Perceelsnummer
Een perceelsnummer is het nummer van een perceel, zoals geregistreerd bij het Kadaster.
Elk perceel in Nederland heeft een uniek kenmerk, bestaande uit gemeente, sectie en het perceelsnummer. Het geheel wordt kadastrale aanduiding genoemd.